# Dancing on the Edge of Danger
Dancing on the Edge of Danger är en sång skriven Mikael Rickfors och Hasse Huss, och inspelad av Mikael Rickfors på albumet Kickin' a Dream från 1979.

## Listplaceringar
| Lista (1979) | Topplacering |
| ------------ | ------------ |
| Sverige      | 11           |

### Fotnoter
1. ↑  ”Dancing on the Edge of Danger / Resistance”. Svensk mediedatabas. 1 januari 1979. https://smdb.kb.se/catalog/id/001887003. Läst 1 augusti 2022.
2. ↑  ”Dancing on the Edge of Danger”. Swedishcharts. 28 december 1979. https://swedishcharts.com/showitem.asp?interpret=Mikael+Rickfors&titel=Dancing+On+The+Edge+Of+Danger&cat=s. Läst 1 augusti 2022.